# Bastrop (Louisiana)
Bastrop is een plaats (city) in de Amerikaanse staat Louisiana, en valt bestuurlijk gezien onder Morehouse Parish. Bastrop is vernoemd naar de Nederlander Felipe Enrique Neri, Baron van Bastrop.

## Demografie
Bij de volkstelling in 2000 werd het aantal inwoners vastgesteld op 12.988.
In 2006 is het aantal inwoners door het United States Census Bureau geschat op 12.345, een daling van 643 (-5,0%).

## Geografie
Volgens het United States Census Bureau beslaat de plaats een oppervlakte van
21,8 km², geheel bestaande uit land. Bastrop ligt op ongeveer 36 m boven zeeniveau.

## Plaatsen in de nabije omgeving
De onderstaande figuur toont nabijgelegen plaatsen in een straal van 28 km rond Bastrop.